# 5 Dywizja Artylerii Armat
5 Dywizja Artylerii Armat – związek taktyczny artylerii ludowego Wojska Polskiego.
Jesienią 1956, na bazie 21 Brygady Artylerii Armat z rozformowywanej 6 DAP oraz dotychczas samodzielnej 33 BAA, a także 159 pac z 1 Korpusu Armijnego zorganizowano 5 Dywizję Artylerii Armat.

## Struktura organizacyjna
dowództwo (Grudziądz) 
- 56 bateria bowodzenia – Grudziądz
- 16 Brygada Artylerii Armat – Choszczno
- 21 Brygada Artylerii Armat – Chełmno
- 33 Brygada Artylerii Armat – Inowrocław
- 71 dywizjon artyleryjskiego rozpoznania pomiarowego[a][2] – Inowrocław

Wiosną 1957, w ramach redukcji sił zbrojnych, 5 Dywizję Artylerii Armat rozformowano. Na bazie 21 Brygady Artylerii Armat tej dywizji utworzono 92 dywizjon artyleryjskiego rozpoznania pomiarowego, który włączono do 6 Brygady Artylerii Przełamania z Grudziądza. Dowódcą dywizji był ppłk Władysław Mróz.